# Ultra Viola Bulldogs
Az Ultra Viola Bulldogs az Újpest FC szurkolói csoportja, amely igen réginek és nagynak számít hazánkban. 1992. szeptember 14-én alapította a csoportot 3 fiatal, az olasz Fiorentina ultrái hatására. Napjainkban 80-90 ember a tagja. Ha egybevetjük a többi kisebb újpesti szurkolói csoporttal és a „független” ultrákkal, akkor az átlag meccseken 200-300, de az FTC ellen akár 2000 szurkoló is állhat a Mildenberger utcai kapu mögött. Idegenben 200-500 fő szokta elkísérni a csapatot.
2013-ban tagjaik többsége úgy döntött, hogy nem szeretné jelenlétével támogatni R.D.-t, illetve a regisztrációs/névreszólós beléptetést, így hivatalosan is elhagyták a lelátót.
Az UVB 11 év után, a tulajdonosváltás bejelentését követően, 2024.április elsején bejelentette visszatérését az újpesti lelátóra.

## Külső hivatkozások
- Ultra Viola Bulldogs honlapja